# Piscina
Piscina (lat: "fiskedam") er oprindeligt betegnelse
for et særligt vandbækken, i den gamle kirke for
dåbsbassinet. Ordet anvendes også om et
afløb ved alteret for det vand, som var benyttet
ved hellige handlinger eller ved de hellige kars rensning.

## Galleri
| - Piscina og hagioskop i Seton Collegiate Church - Kirken Brännkyrka i Stockholm. Piscina af Sven Lundqvist. - Piscina i sakristiet i St. Marien-kirken i Homberg (Efze) |